# 蓝腹松鼠
蓝腹松鼠（学名：Callosciurus pygerythrus）为松鼠科丽松鼠属的动物。分布于孟加拉国，越南，印度，缅甸，尼泊尔以及中国大陆西藏、云南等地，常见于热带森林。该物种的模式产地在缅甸勃固。

## 亚种
- 蓝腹松鼠越南亚种（学名：Callosciurus pygerythrus imitator），Thomas于1925年命名。在中国大陆，分布于云南等地。该物种的模式产地在越南。[3]
- 蓝腹松鼠印缅亚种（学名：Callosciurus pygerythrus stevensi），Thomas于1908年命名。在中国大陆，分布于西藏等地。该物种的模式产地在阿萨姆。[4]

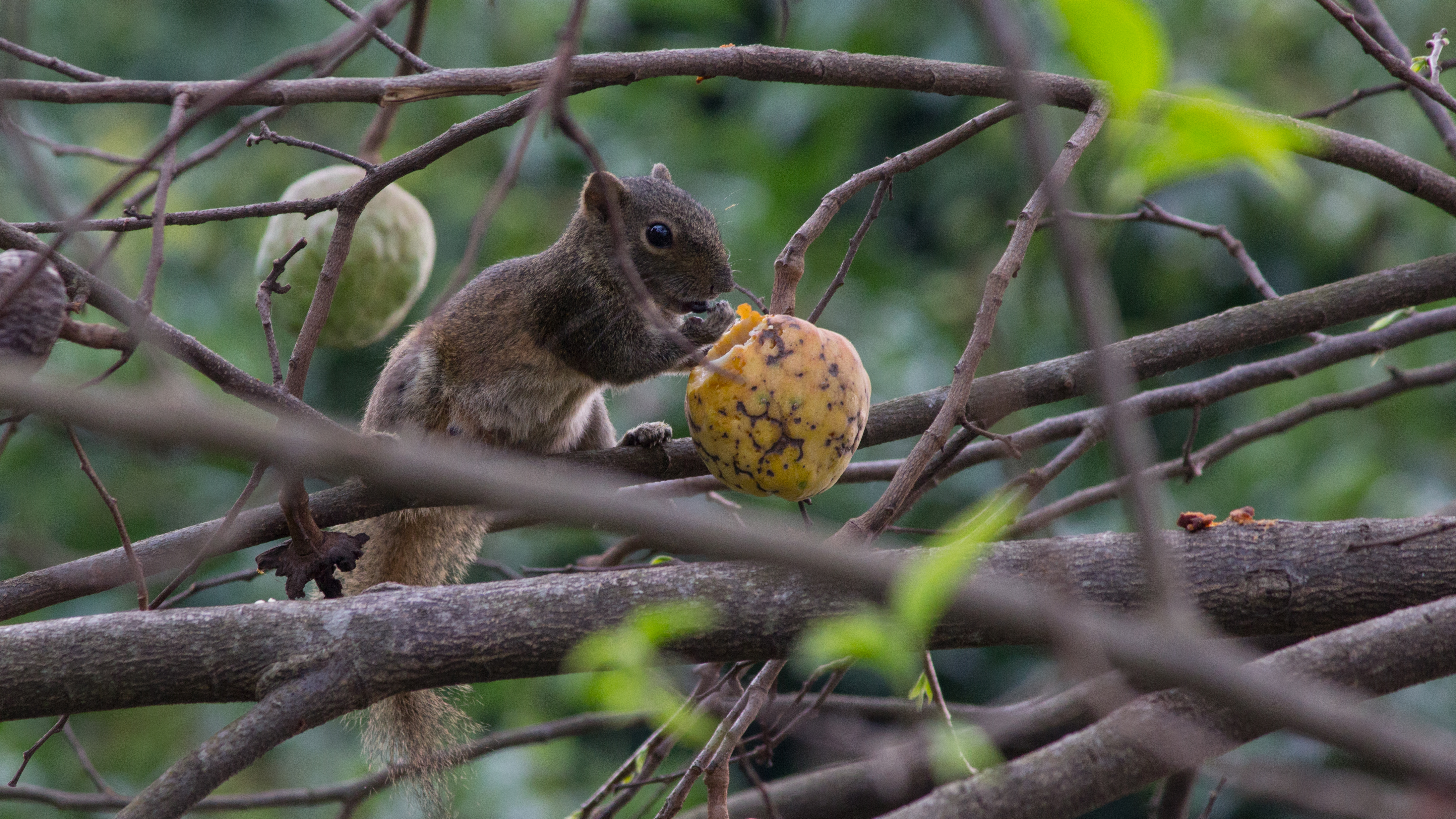

## 保护
本种于2023年被收录入《有重要生态、科学、社会价值的陆生野生动物名录》。